# Luxembourg au Concours Eurovision de la chanson 1964
Le Luxembourg a participé au Concours Eurovision de la chanson 1964, le 21 mars à Copenhague, en Danemark. C'est la 8e participation luxembourgeoise au Concours Eurovision de la chanson.
Le pays est représenté par Hugues Aufray et la chanson Dès que le printemps revient, sélectionnés en interne par Télé Luxembourg.

## Sélection interne
Le radiodiffuseur luxembourgeois, Télé Luxembourg, choisit l'artiste et la chanson en interne pour représenter le Luxembourg au Concours Eurovision de la chanson 1964.
Lors de cette sélection, c'est la chanson Dès que le printemps revient, écrite par Jacques Plante et composée et interprétée par le chanteur français Hugues Aufray, qui fut choisie avec Jacques Denjean comme chef d'orchestre.
| Ordre | Interprète    | Chanson                      | Langue   |
| ----- | ------------- | ---------------------------- | -------- |
| 1     | Hugues Aufray | Dès que le printemps revient | Français |

## À l'Eurovision
Chaque jury national attribue un, trois ou cinq points à ses trois chansons préférées.

### Points attribués par le Luxembourg
| 5 points | Italie |
| 3 points | Monaco |
| 1 point  | France |

### Points attribués au Luxembourg
| 5 points    | 3 points                     | 1 point |
| ----------- | ---------------------------- | ------- |
| - Allemagne | - France - Italie - Pays-Bas |         |

Hugues Aufray interprète Dès que le printemps revient en première position, avant les Pays-Bas. Au terme du vote final, le Luxembourg termine 4e, à égalité avec la France, sur 16 pays, ayant reçu 14 points.